# Rumex tianschanicus
Rumex tianschanicus är en slideväxtart som beskrevs av Los.-losinsk.. Rumex tianschanicus ingår i släktet skräppor, och familjen slideväxter. Inga underarter finns listade i Catalogue of Life.